# 第150师团
第150师团（Dai-hyakugojū Shidan）是日本帝国陆军的一个步兵师团。它的代号是护朝兵团（Gocho Heidan）。该师团于1945年2月28日在首尔组建。

## 行动
1945年5月起，第150师团负责全罗北道和南道的海防任务，主要部队驻守在贞邑（总部和弹幕炮），第431步兵团驻守在长城郡。此外，第430、第432步兵团和其余部队部署在木浦。 苏联入侵满洲之后，该师团接到转移命令，到1945年8月15日日本投降，该师团的最终位置为群山附近。